# Pogonarthria
Pogonarthria és un gènere de plantes de la subfamília de les cloridòidies, família de les poàcies. És originari de Sud-àfrica.
Fou descrit per Otto Stapf i publicat a Flora Capensis 7: 316. 1898. (Jul 1898)
El nom del gènere deriva del grec pogon (barba) i arthron (conjunta), presumiblement referint-se a les articulacions peludes.

## Taxonomia
- Pogonarthria bipinnata
- Pogonarthria brainii
- Pogonarthria falcata
- Pogonarthria fleckii
- Pogonarthria hackelii
- Pogonarthria leiarthra
- Pogonarthria menyharthii
- Pogonarthria orthoclada
- Pogonarthria refracta
- Pogonarthria squarrosa
- Pogonarthria tuberculata